# Campionatul URSS la sambo din 1962
Campionatul URSS la sambo din 1967 a fost cel de-al 16-lea campionat de sambo din Uniunea Sovietică. S-a desfășurat la Chișinău (RSS Moldovenească) în perioada 27-30 septembrie 1962. La competiție au participat 189 de sportivi din 15 departamente sportive. Arbitrul-șef al competiției a fost ucraineanul Iaroslav Voloșciuk.

## Medaliați
| Categoria de greutate | Aur                                           | Argint                                        | Bronz                                      |
| până la 56 kg         | Boris Korniușin (Moscova)                     | Lavrenti Kațiașvili (RSS Georgiană)           | L. Șturman (RSS Letonă)                    |
| până la 60 kg         | Vitali Darașkevici (Moscova)                  | Iaroslav Kerod (Moscova)                      | R. Balhamișvili (RSS Georgiană)            |
| până la 64 kg         | Andrei Tiron (Moscova)                        | Boris Kruze (Moscova)                         | B. Maridașvili (RSS Georgiană)             |
| până la 68 kg         | Valeri Natalenko Armata sovietică (Leningrad) | Lev Moskaliov (Alma-Ata)                      | Tenghis Magaldadze (RSS Georgiană)         |
| până la 72 kg         | Supian Zubairev (Moscova)                     | Anzor Puhașvili (RSS Georgiană)               | Evgheni Gloriozov (Moscova)                |
| până la 77 kg         | Ilia Țipurski (Moscova)                       | Vladimir Pankratov (Moscova)                  | Anatoli Bondarenko Armata sovietică (Kiev) |
| până la 85 kg         | Durmișhan Beruașvili (RSS Georgiană)          | Ghenrih Șulț (Moscova)                        | Piotr Karamalak (RSS Ucraineană)           |
| Peste 85 kg           | Anzor Kiknadze (RSS Georgiană)                | Boris Șapoșnikov Armata sovietică (Leningrad) | А. Vardașvili (RSS Georgiană)              |